# سفارة الهند لدى السعودية
سفارة الهند لدى السعودية هي الممثلية الدبلوماسية العليا لدولة الهند لدى المملكة العربية السعودية. تقع السفارة في حي السفارات في الرياض.